# Saint-Ouen-lès-Parey
Saint-Ouen-lès-Parey é uma comuna francesa na região administrativa de Grande Leste, no departamento de Vosges. Estende-se por uma área de 21,09 km². Em 2010 a comuna tinha 512 habitantes (densidade: 24,3 hab./km²).